# 安藤みのり
安藤 みのり（あんどう みのり、1984年8月11日 - ）は、関東地方を拠点にタレント活動をしている日本のフリーアナウンサー、モデル。結婚前までの本名および旧芸名は安藤 美乃理（読み同じ）。

## 来歴
宮城県多賀城市出身。東北福祉大学総合福祉学部社会福祉学科卒業。弟が2人いる。
大学在学時には仙台でタレント活動をしていた。当時はファッションスタジオモデルエージェンシー（Fスタ）に所属していた。
大学を卒業後、2007年10月3日付でFスタを退所。上京し、シャベール (Chatbelle) に所属する。Fスタ所属当時は本名で活動していたが、シャベールへの移籍とともに芸名を改めている。
2013年に結婚。2015年に長男を、2016年に次男を出産して2児の母になる。

## 出演

### テレビ番組
- Chu Chu!（IBC岩手放送）
- 得ダネぱっかん（東北放送）
- MiMiよりマーケット（仙台放送） - リポーター
- ヨジテレビ!（仙台放送）
- 東北楽天ゴールデンイーグルス フルスタ宮城ライブ（SKY PerfecTV!/ネット配信） - リポーター
- 上野・浅草 うぃーくえんど（チバテレビ） - リポーター
- 金曜たぶろっど!（チバテレビ） - リポーター

### CM
- スポーツクラブ ルネサンス
- 生涯学習のユーキャン